# 醴泉飛行場
醴泉機場（：／ Yecheon Gonghang */?）是位於大韓民國慶尚北道醴泉郡的機場。這座機場目前已無客運服務，僅供韓國空軍使用。
由於醴泉郡深居內陸，對外聯繫不便，該機場最初在1970年代由地方提議興建，建設計劃並在1980年代正式開展。1989年底民用航空站完工，12月即由韓亞航空首航首爾與濟州。
儘管機場的年運量一度達四十萬人次，但隨著陸路交通建設逐步完成（包括中央高速公路完工，地方聯外道路拓寬等），機場使用人次暴跌，儘管韓國機場管理公社（KAC）曾試圖挽救，仍不敵陸路運輸的競爭，機場最後於2005年12月吹熄燈號，所有設施移交韓國國防部管理，僅僅營運16年。

## 年表
- 1989年12月：航站正式開幕，韓亞航空首航金浦、濟州，每週各3班。
- 1990年5月31日： 濟州航線停航，首爾航線維持營運。
- 1990年6月20日：機場管理單位由韓國交通部移轉為民營’’’韓國機場管理公社(KAC)’’’。
- 1992年12月1日：韓亞航空金浦航線增班。
- 1994年9月15日：大韓航空投入金浦航線飛航。
- 1995年9月：大韓航空開航醴泉－ 濟州 航線。
- 1998年3月：大韓航空 濟州 航線停航。
- 2001年10月：大韓航空金浦航線停飛。
- 2002年8月1日：韓亞航空金浦航線停飛但再開 濟州 航線。
- 2002年12月27日：386億韓圜的航站整建工程完工。
- 2004年5月13日：韓亞航空停航濟州航線，撤離醴泉機場。
- 2005年12月：民用航空站撤離，機場轉由國防部養護。

## 過去機場利用人次
|          | 1997年  | 1998年  | 1999年  | 2000年  | 2001年 | 2002年 | 2003年 |
| -------- | ------- | ------- | ------- | ------- | ------ | ------ | ------ |
| 起降架次 | 4,255   | 2,959   | 1,094   | 1,830   | 1,256  | 722    | 280    |
| 搭乘人次 | 390,154 | 217,088 | 169,615 | 133,273 | 86,293 | 32,379 | 19,043 |